# کارن اسپلوند
کارن اسپلوند (انگلیسی: Karen Espelund؛ زادهٔ ۱ فوریهٔ ۱۹۶۱) بازیکن فوتبال، دانشمند علوم اجتماعی، و دبیرکل اهل نروژ است.